# Török Flóris
Török Flóris (teljes nevén csáfordi és jobbaházi Török Antal Flórián (Tapolca, 1825. augusztus 5. – Erzsébetfalva, 1878. december 3.) magyar honvéd százados, az egykori Erzsébetfalva egyik alapítója.

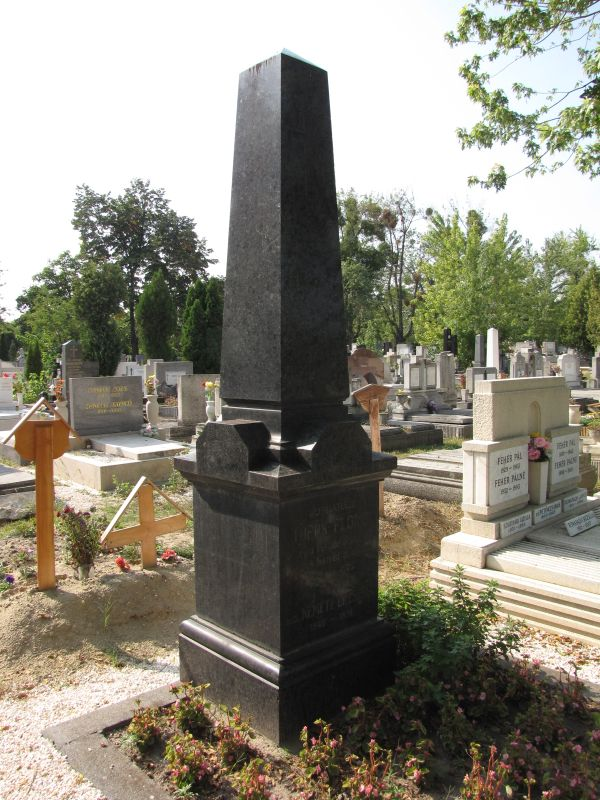
Török Flóris sírja

## Életpályája
Édesapja Török Antal tanító, édesanyja Morvai Viktória volt. Részt vett az 1848-49-es szabadságharcban. A forradalom kitörésekor őrmester volt a 32. Estei Ferdinánd gyalogezred 3. zászlóaljánál. Alakulatával 1848 nyarán részt vett a délvidéki harcokban. 1848. szeptember 16-tól hadnagy a Josip Jelačić  elleni seregben. 1849 elejétől főhadnagy és segédtiszt volt Perczel Mór tábornok mellett. 1849 júniusától a Tokajban szerveződő 97. zászlóaljhoz tartozott, júliustól századosként a 39. gyalogezred Cegléden alakult 4. zászlóaljánál a tiszai hadseregben harcolt. 1867-ben csatlakozott a fővárosi honvédegylethez. A kiegyezést követően adóhivatali végrehajtóként dolgozott, majd tizennyolc éven át Pest város rendőr alkapitányaként szolgált.
Az elsők között kezdett építkezni az akkori Erzsébetfalván, és sokat tett a 19. század hetvenes évei folyamán e telep fejlesztéséért. 1875-ben helyettes bíró tisztségét töltötte be. Szorgalmazta a község első elemi iskolájának felépítését és adományokat is gyűjtött erre a célra. Az iskola elkészülte előtt hunyt el.

## Emlékezete
- Nevét utcanév őrzi Pesterzsébeten.
- Sírja a Pesterzsébeti temetőben található.
- Nevét viseli a Budapest XXIII. Kerületi Török Flóris Általános Iskola.

## Külső hivatkozások
- Pesterzsébet lexikon